# Congrés d'Estudiants de Filologia Catalana
El Congrés d'Estudiants de Filologia Catalana és un congrés que es realitza un cop cada any a una universitat catalana i és organitzat pel Sindicat d'Estudiants dels Països Catalans (SEPC) i els estudiants de Filologia Catalana de la universitat amfitriona.

## Història
La primera edició del congrés es va celebrar a la Universitat de València entre el 21 i el 23 d'abril de 1999. Va ser l'Assemblea d'Estudiants Nacionalistes (AEN), un dels precedents orgànics del SEPC, qui es va encarregar d'impulsar-lo. La segona edició va ser a la Universitat de les Illes Balears tres anys després, del 5 al 7 d'abril de 2003. Com que l'AEN no tenia presència a les illes, l'organització va anar a càrrec de la Coordinadora d'Estudiants dels Països Catalans (CEPC), una de les dues organitzacions fundadores del SEPC, la qual va mantenir el relleu fins a l'any 2006, moment en què el va assumir el SEPC.
Va ser a partir del 2003 que el congrés s'ha fet ininterrompudament i de forma itinerant per les diferents universitats catalanes. Per assegurar-ne el relleu i la continuïtat, es tria la universitat que haurà d'organitzar el congrés de l'any següent entre els assistents l'últim dia de la jornada. L'any 2016 se celebrarà la quinzena edició del congrés a la Universitat Autònoma de Barcelona (UAB).
En els darrers anys, l'afluència al congrés ha anat en augment fins a arribar a superar el centenar d'assistents de pràcticament totes les universitats dels Països Catalans, la qual cosa ha originat que esdevingui una tradició entre els estudiants de Filologia Catalana d'arreu del país. A més, aquest congrés ha servit de model per organitzar altres jornades i congressos d'estudiants dels Països Catalans. Alguns exemples són el I Congrés Nacional d'Història, sota el títol La transició a debat, que va organitzar el mateix SEPC el mes de febrer de 2015 a la Universitat de València o les I Jornades d'Educació que va organitzar l'Assemblea de la Facultat d'Educació i Psicologia de la Universitat Rovira i Virgili l'any 2015 amb el títol L'educació com a motor de canvi social.

## Edicions
Edicions:
- 1999: Universitat de València (UVEG), Pompeu Fabra.[3]
- 2003: Universitat de les Illes Balears (UIB), Enric Valor.
- 2004: Universitat de les Illes Balears (UIB), Pere Capellà.[4][5]
- 2005: Universitat Rovira i Virgili (URV), Maria Aurèlia Capmany.[6][7]
- 2006: Universitat Autònoma de Barcelona (UAB), Maria Mercè Marçal.
- 2007: Universitat de València (UVEG), Joan Fuster.[8]
- 2008: Universitat de Lleida (UdL), Manuel de Pedrolo.[9][10][11]
- 2009: Universitat Autònoma de Barcelona (UAB), Maria Àngels Anglada.[12]
- 2010: Universitat de les Illes Balears (UIB), Miquel Àngel Riera.[13]
- 2011: Universitat de València (UVEG), Vicent Andrés Estellés.[14]
- 2012: Universitat d'Alacant (UA), El valencià a Alacant, la història amagada.
- 2013: Universitat de Girona (UdG), Els atacs a la llengua.[15]
- 2014: Universitat Rovira i Virgili (URV), El català, llengua de futur?.[16][17][18][19]
- 2015: Universitat de les Illes Balears (UIB)[20][21]
- 2016: Universitat Autònoma de Barcelona (UAB)
- 2017: Universitat de València (UV)
- 2018: Universitat d'Alacant (UA)
- 2019: Universitat de les Illes Balears (UIB)
- 2022: Universitat Rovira i Virgili (URV), “El gènere en la llengua i la literatura catalanes”[a]
- 2023: Universitat d'Alacant (UA)
- 2024: Universitat Autònoma de Barcelona (UAB) i Universitat de Barcelona (UB)